# Borgomasino
Borgomasino (piemontesisch Borghmasin) ist eine Gemeinde in der italienischen Metropolitanstadt Turin (TO), Region Piemont.

## Lage und Einwohner
Borgomasino liegt 50 km nordöstlich von Turin. Das Gemeindegebiet umfasst eine Fläche von 12 km² und hat 768 Einwohner (Stand 31. Dezember 2023). 
Die Nachbargemeinden sind Caravino, Borgo d’Ale, Vestignè, Cossano Canavese, Vische, Maglione und Moncrivello.

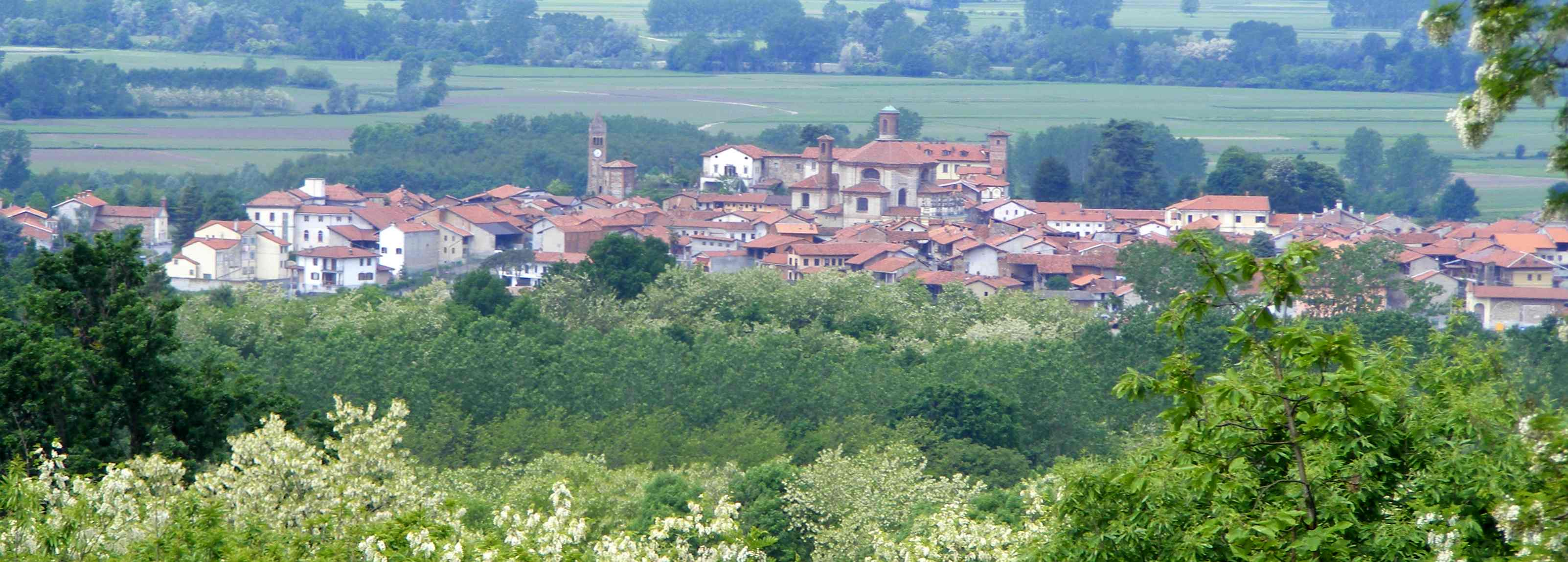
Panorama

### Bevölkerungsentwicklung

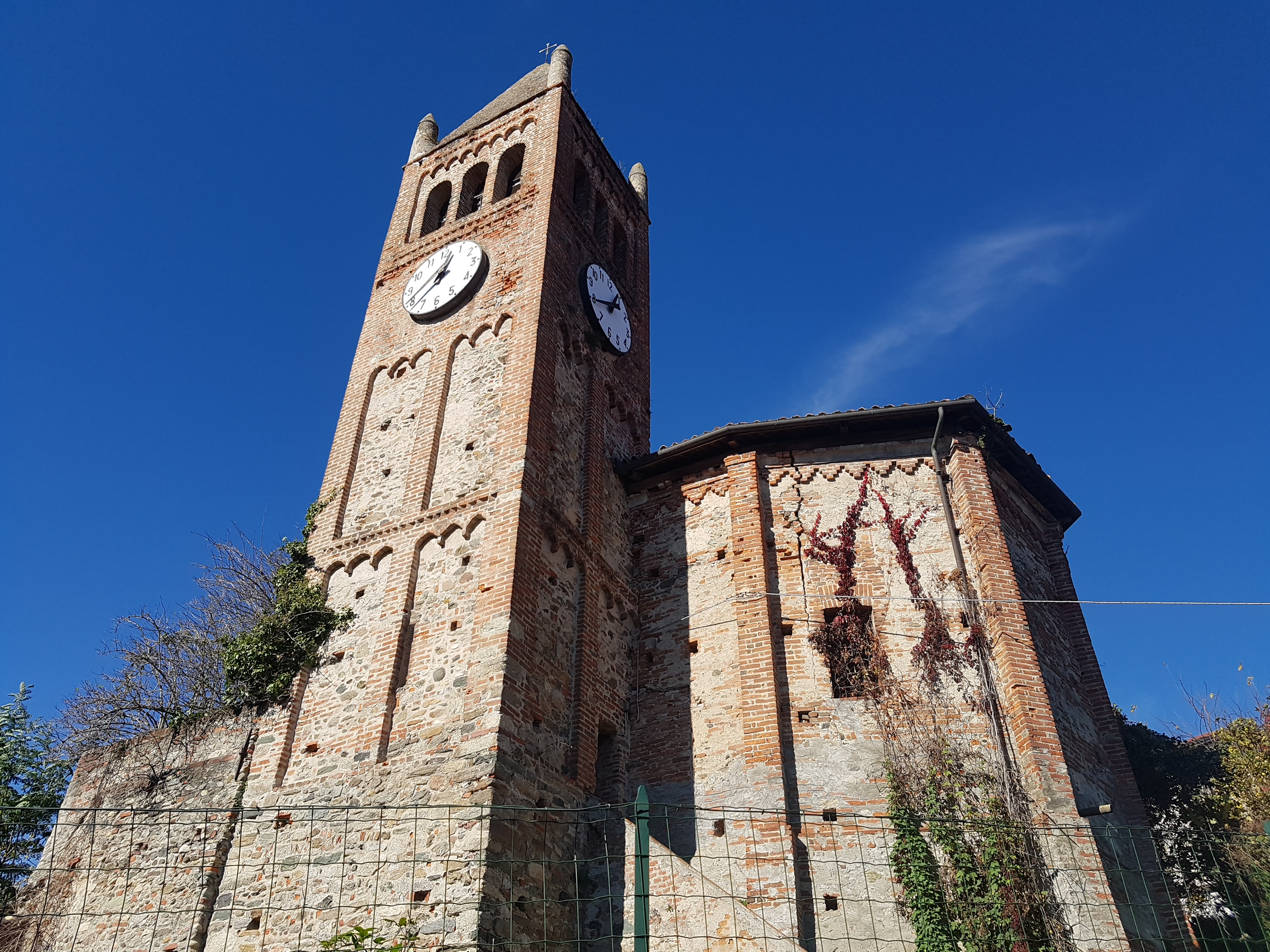
Kirche del Santissimo Salvatore